# Teopista Rzymska
Teopista Rzymska, cs. Muczenik Fieopista Rimskaja (zm. ok. 118) – żona Eustachego Placyda, męczennica czczona przez Cerkiew prawosławną.
Wspomnienie liturgiczne obchodzone jest 20 września/3 października.